# 男性向けアニメ
男性向けアニメ（だんせいむけアニメ）は、狭義では主に10代後半以上の男性（特にアニメファン）を視聴対象として製作されたアニメ作品のこと。

## 概要
1980年代以後、アニメ市場の拡大とアニメファンの高年齢化によって増加傾向にある。青年漫画、オンラインゲーム、成人向け漫画、アダルトゲーム（エロゲー）を原作とする作品が多い。原作がない作品の場合はアニメ自体が商品であり、宣伝としてテレビアニメを放送（プライムタイムや深夜帯が多い）した後にビデオソフト化され、玩具や原作作品（漫画・小説など）の販売促進のために製作され、ビデオソフト化が行われない場合もある男児向けアニメや少年向けアニメと一線を画する。ただし本ジャンルのアニメでも原作付き作品の場合は原作作品や関連書籍の販促が目的の一つとなっている。
青年漫画を原作とした作品やオリジナルの作品の場合はパンチラ・下ネタなどの性的表現や子供にはわかりづらいマニアックな内容など、主な顧客層である成人男性のアニメファンを満足させる作りが随所に見られるものが多いが、『ラブライブ! School idol project』のように10代前半の少年や女性層も意識した作品ではどちらも意図的に排除しているものもある。
アダルトゲーム（エロゲー）や成年向け漫画を原作とする作品の場合は原作同様にエロシーンを入れてアダルトアニメとする作品と、それを排除して一般的な男性向けアニメとして仕立てる作品に分かれる。前者は陵辱系や純愛系でもエロシーンを売りにした原作を元にした作品が多く、内容からして当然テレビでは放送できない（スカパーなどのアダルトチャンネルを除く）ため、18+（X指定・18禁）や15+（R指定・15禁）のOVA（ビデオソフト）として発売される。後者は純愛系かつ比較的エロシーンが少なめの原作を元にした作品が多い。
1992年に放送開始した『クレヨンしんちゃん』も元々は本ジャンルの作品として企画されたもので、放送当初は原作に忠実で性的表現や子供らしくないブラックユーモアな表現が随所にあり、子供の視聴者も多いゴールデンタイムで放送されているがゆえにPTAなどでは低俗番組と扱われ批判のやり玉になった。長寿番組となった事で子供向けおよびファミリー向けアニメと化し、他のファミリー向けアニメのようなホームコメディを主体にした作風に変わった。その結果、本作が唯一青年漫画を原作とした全日帯に編成されているアニメ作品であり、過去に放送されていたものとしては『めぞん一刻』『美味しんぼ』『クッキングパパ』『YAWARA!』が代表的な全日帯向け青年漫画原作テレビアニメである。

## 分類
狭義の男性向けアニメはおおよそ、以下のように細分化することができる。

### 媒体
- UHFアニメ
- OVA

### 放送時間帯
- 深夜アニメ
- プライムタイム

### ジャンル
- ロボットアニメ
- 萌えアニメ
- ハーレムアニメ

広義の男性向けアニメは本ジャンルの作品に加え、男児向けアニメや少年向けアニメも含めたものである。